# Julius Günther (Maler)
Julius Wilhelm Günther (* 3. Oktober 1830 in Halle an der Saale; † 19. Januar 1902 in Arnstadt, Fürstentum Schwarzburg-Sondershausen) war ein deutscher Genremaler der Düsseldorfer Schule.

## Leben
Günther studierte Malerei an den Kunstakademien von Berlin, Antwerpen, Düsseldorf und Weimar. An der Düsseldorfer Akademie wurde er 1854 von Heinrich Mücke, Theodor Hildebrandt und Rudolf Wiegmann unterrichtet. Er lebte viele Jahre in Berlin, ab Mitte der 1890er Jahre wieder in seiner Vaterstadt Halle. Günther malte gemütvolle Genreszenen mit Titeln wie Topfgucker, Sei wieder gut und Bin bös’.